# Municipio de Curran
El municipio de Curran (en inglés: Curran Township) es un municipio ubicado en el condado de Sangamon en el estado estadounidense de Illinois. En el año 2010 tenía una población de 1586 habitantes y una densidad poblacional de 21,85 personas por km².

## Geografía
El municipio de Curran se encuentra ubicado en las coordenadas 39°44′16″N 89°45′58″O / 39.73778, -89.76611. Según la Oficina del Censo de los Estados Unidos, el municipio tiene una superficie total de 72.58 km², de la cual 72,55 km² corresponden a tierra firme y (0,04 %) 0,03 km² es agua.

## Demografía
Según el censo de 2010, había 1586 personas residiendo en el municipio de Curran. La densidad de población era de 21,85 hab./km². De los 1586 habitantes, el municipio de Curran estaba compuesto por el 93,88 % blancos, el 2,02 % eran afroamericanos, el 0,25 % eran amerindios, el 1,45 % eran asiáticos, el 0,63 % eran de otras razas y el 1,77 % eran de una mezcla de razas. Del total de la población el 1,7 % eran hispanos o latinos de cualquier raza.